# Aplomya dimidiata
Aplomya dimidiata là một loài ruồi trong họ Tachinidae.